# Anthurium sarukhanianum
Anthurium sarukhanianum är en kallaväxtart som beskrevs av Thomas Bernard Croat och Haager. Anthurium sarukhanianum ingår i släktet Anthurium och familjen kallaväxter. Inga underarter finns listade.